# Phép xã giao tại Úc và New Zealand
Những kỳ vọng về phép xử sự tốt thì khác nhau giữa người này và người kia, cũng như rất đa dạng phong phú tùy theo từng hoàn cảnh, tình huống cụ thể. Do nhận thức được các cách ứng xử và hành động vốn khác biệt nên năng lực liên văn hóa là điều cần thiết. Tuy nhiên, sự thiếu hiểu biết về các phong tục tập quán, thói quen cũng như về những kỳ vọng, mong đợi của mọi người ở hai quốc gia Úc và New Zealand thậm chí có thể tạo ra cá nhân có ý tốt đẹp nhất nhưng dường như lại thiếu suy nghĩ, thiếu thận trọng hoặc thậm chí là thô lỗ, bất lịch sự.